# サカグチケン
サカグチ ケン（本名：坂口 賢、1964年1月19日 - ）は、香川県出身のグラフィックデザイナー、アートディレクター。日本グラフィックデザイナー協会（JAGDA）会員。

## 概要
10代よりアナーキーの影響を多大に受け、親衛隊（讃岐支部）を結成。1987年、渋谷のライブハウスでアナーキーのライブを観た後、自作のポスターを持って楽屋を訪れる。この出会いがきっかけとなり、THE ROCK BANDの『四月の海賊たち』のジャケットのアートワークを手がけた。以降、300点以上のCDジャケットデザイン制作に携わる。

## 経歴
1986年（昭和61年）に「年鑑日本グラフィックデザイン'86」で作品が掲載される。1990年（平成2年）6月、サカグチケンファクトリーを設立する。1991年（平成3年）6月20日にクラブチッタ川崎で個展を開催。1995年（平成7年）にリリースされたBUCK-TICKのアルバム『Six/Nine』のアートワークを担当。2015年（平成27年）にI.N.Aが中心に主催する電脳音楽塾においてアートディレクションを事例にした実践型の講義を行う。2023年（令和5年）4月、星海社新書より『ロックをデザインする男　サカグチケン　dead start』を出版。

## 手掛けたアーティスト
アナーキー、hide、BUCK-TICK、LUNA SEA、THE BLUE HEARTS、THE MAD CAPSULE MARKETS、DJ KRUSH、MUCC、人間椅子、中山美穂など